# Wykres punktowy

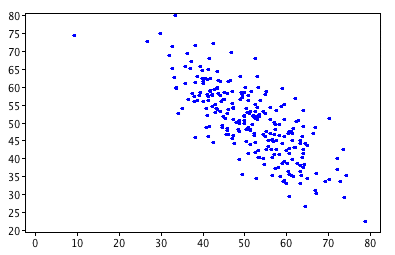
Przykład wykresu rozrzutu

Wykres punktowy (inaczej wykres rozrzutu, wykres rozproszenia lub diagram korelacyjny) – wykres wykorzystywany do ilustrowania zależności między dwiema ilościowymi cechami statystycznymi w zbiorze danych na kartezjańskim układzie współrzędnych. Dane przedstawia się w formie punktów, których współrzędne są określone przez pary wartości badanych cech przypisane poszczególnym obserwacjom. Każdy punkt oznacza pojedynczą obserwację. Wykresu rozrzutu ułatwia identyfikację i opis związku statystycznego między cechami i jego charakteru (np. związek liniowy, monotoniczny).